# Яцько з Вишні

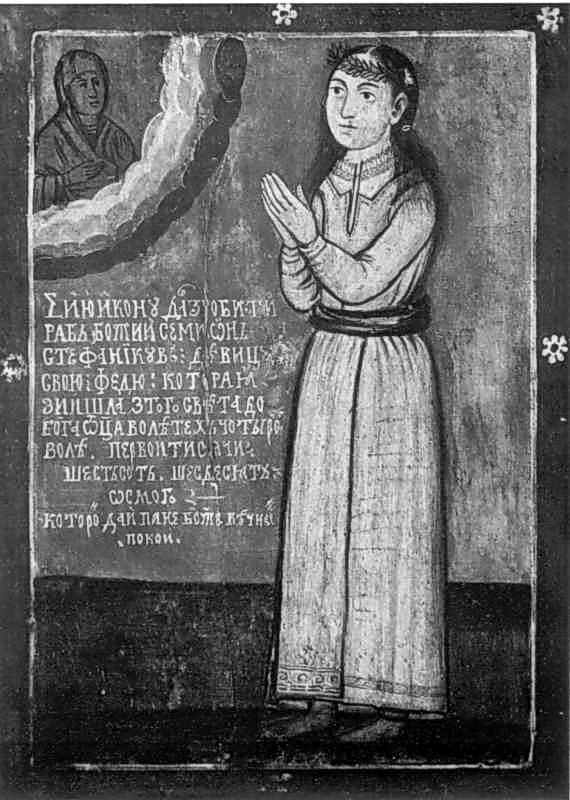
Портрет Феді Стефаникової. 1668 р. Львівський музей українського мистецтва.

Яцько́ з Вишні (Яцко́) — маляр середини XVII ст. походженням з міста Судова Вишня, який працював на Бойківщині.
Намалював іконостас для церкви в с. Дністрик Головецький (1653) на Львівщині, ікони «Розп'яття» та «Страшний суд» (1658) для церкви с. Домашина на Закарпатті. На Закарпатті виявлено виконані ним у 1676 р. ікони Ісуса Христа й Богородиці Одигітрії, які, напевно, були у намісному ряду іконостасу.
Йому приписують також авторство портрета Феді Стефаникової (1668, зберігається у Львівському музеї українського мистецтва).